# Rusko-ukrajinská krize (2021–2022)
Rusko-ukrajinská krize mezinárodního charakteru začala eskalovat mezi Ukrajinou a Ruskem na konci roku 2021. Odehrávala se na pozadí jejich vzájemného konfliktu a 24. února 2022 přešla do otevřené invaze Ruska na Ukrajinu. 
Již v březnu a dubnu 2021 Rusko shromáždilo asi 100 000 vojáků a vojenskou techniku poblíž hranice s Ukrajinou, což představovalo největší mobilizaci sil od ruské anexe Krymu v roce 2014. To vyvolalo mezinárodní krizi a obavy z možné invaze. Satelitní snímky ukázaly pohyby obrněné techniky, raketových střel a dalších těžkých zbraní. Vojska byla do června částečně stažena. Krize opět nabyla na intenzitě v říjnu a listopadu 2021, kdy se do prosince znovu shromáždilo u hranic více než 100 000 ruských vojáků.

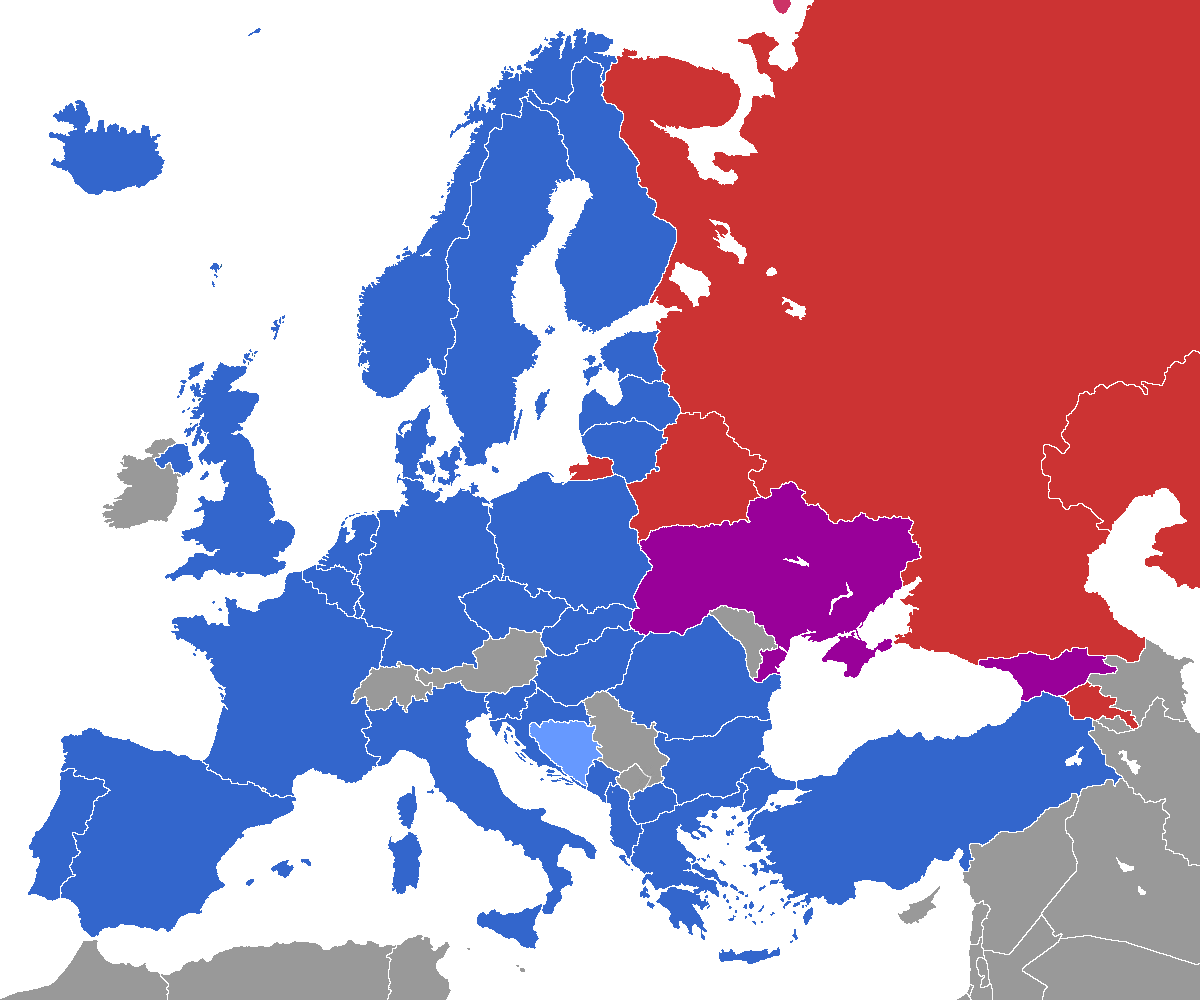
Členské státy NATO (modrá) se státy v procesu vstupu (světle modrá) a dialogu k přistoupení (fialová) a OSKB (rudá) v Evropě.

Krize měla kořeny ve vleklém rusko-ukrajinském konfliktu, který začal v roce 2014 a na začátku roku 2021 zaznamenal eskalaci. Ministerstvo zahraničních věcí Ruska v prosinci 2021 vzneslo několik požadavků, včetně zákazu vstupu Ukrajiny do Severoatlantické aliance (NATO) a snížení počtu vojáků a vojenské techniky NATO ve východní Evropě výměnou za stažení ruských ozbrojených sil. Spojené státy americké a další členové NATO tyto požadavky odmítly a varovaly Rusko před zvýšenými ekonomickými sankcemi, pokud by napadlo Ukrajinu. Mezi prosincem 2021 a únorem 2022 proběhly bilaterální diplomatické rozhovory mezi Ruskem a USA, Francií a Německem, ale ke zmírnění krize nevedly.
Komentátory byla popisována jako jedna z nejintenzivnějších krizí od konce studené války.
Situace se dále vyostřila poté, co ruský prezident Vladimir Putin 21. února 2022 oficiálně uznal nezávislost separatistických regionů rozkládajících se na východní Ukrajině a rozkázal vstup ozbrojených sil Ruské federace na toto území pod záminkou udržování míru. V časných ranních hodinách 24. února na Putinův rozkaz Rusko zahájilo rozsáhlý útok na Ukrajinu.

## Chronologie

NATO (modrá) a OSKB (oranžová) na světové mapě.

### První eskalace (březen–duben 2021)
- 14. září 2020 ukrajinský prezident Volodymyr Zelenskyj schválil novou ukrajinskou Strategii národní bezpečnosti č.392/2020, která zajišťuje rozvoj zvláštního partnerství s NATO s cílem členství v NATO. [16]
- 24. března 2021 Zelenskyj podepsal dekret č. 117/2021, kterým se schvaluje „strategie deokupace a reintegrace dočasně okupovaného území Autonomní republiky Krym a města Sevastopol“. Dekret vstoupil v platnost 26. března 2021. Ukrajina si v dekretu vyhrazuje právo uplatnit všechny prostředky ochrany lidských a občanských práv a svobod, nezávislosti, státní suverenity a územní celistvosti stanovené mezinárodním právem a právními předpisy Ukrajiny v souladu s článkem 51 Charty Organizace spojených národů. Ukrajina zahajuje proces mezinárodního vyjednávání s cílem určit způsoby osvobození dočasně okupovaného území a obnovení ústavního pořádku Ukrajiny, a to zejména na základě ustanovení Memoranda o zárukách bezpečnosti v souvislosti s přistoupením Ukrajiny ke Smlouvě o nešíření jaderných zbraní, výsledky Krymské platformy.[17]
- 30. březen 2021 — Velitel ukrajinských sil Ruslan Chomčak upozornil, že Rusko přesouvá k ukrajinským hranicím své síly.[18]
- 30. března 2021 přijala Vrchní Rada Ukrajiny zákon 1357-IX, který umožňuje prezidentovi povolat do armády členy aktivních záloh bez vyhlášení mobilizace.[19][20]
- 31. březen 2021 — Mluvčí Kremlu Dmitrij Peskov řekl, že vinu za nenaplňování minských mírových dohod nese ukrajinský prezident Volodymyr Zelenskyj, který odmítl dialog s proruskými separatisty.[18]
- 1. duben 2021 — Ruský ministr zahraničních věcí Sergej Lavrov varoval, že jakákoliv eskalace na východě Ukrajiny může vést k zničení země.[21] Naznačil, že k rozpoutání vojenského konfliktu ukrajinské politické představitele „tlačil“ Západ vedený Spojenými státy.[21]
- 6. duben 2021 — Generální tajemník Severoatlantické aliance Jens Stoltenberg vyjádřil podporu a solidaritu Ukrajině.[22] Ukrajinský prezident viděl vstup země do NATO jako jedinou cestou, jak ukončit konflikt v Donbasu.[23] Mluvčí Kremlu Dmitrij Peskov prohlásil, že miliony obyvatel východu Ukrajiny, kde se mluví převážně rusky, by neakceptovaly členství země v NATO, a varoval, že podobná rétorika by dále destabilizovala Donbas, ovládaný proruskými separatisty.[23]
- 8. duben 2021 — Ruský prezident Vladimir Putin při telefonátu s německou kancléřkou Angelou Merkelovou obvinil Kyjev z provokací na východě Ukrajiny.[24] Oba státníci vyjádřili znepokojení nad situací na východě Ukrajiny, kde v poslední době rostlo napětí.[24] Německá vláda uvedla, že Merkelová v rozhovoru žádala, aby Rusko snížilo koncentraci svých vojsk u hranic s Ukrajinou.[24]
- 13. duben 2021 — V Petrohradu byl zadržen a následně vyhoštěn ukrajinský konzul Oleksandr Sosoniuk za „přijímání důvěrných informací“ při rozhovoru s ruským občanem.[25]

### Obnovení eskalace (srpen 2021–leden 2022)

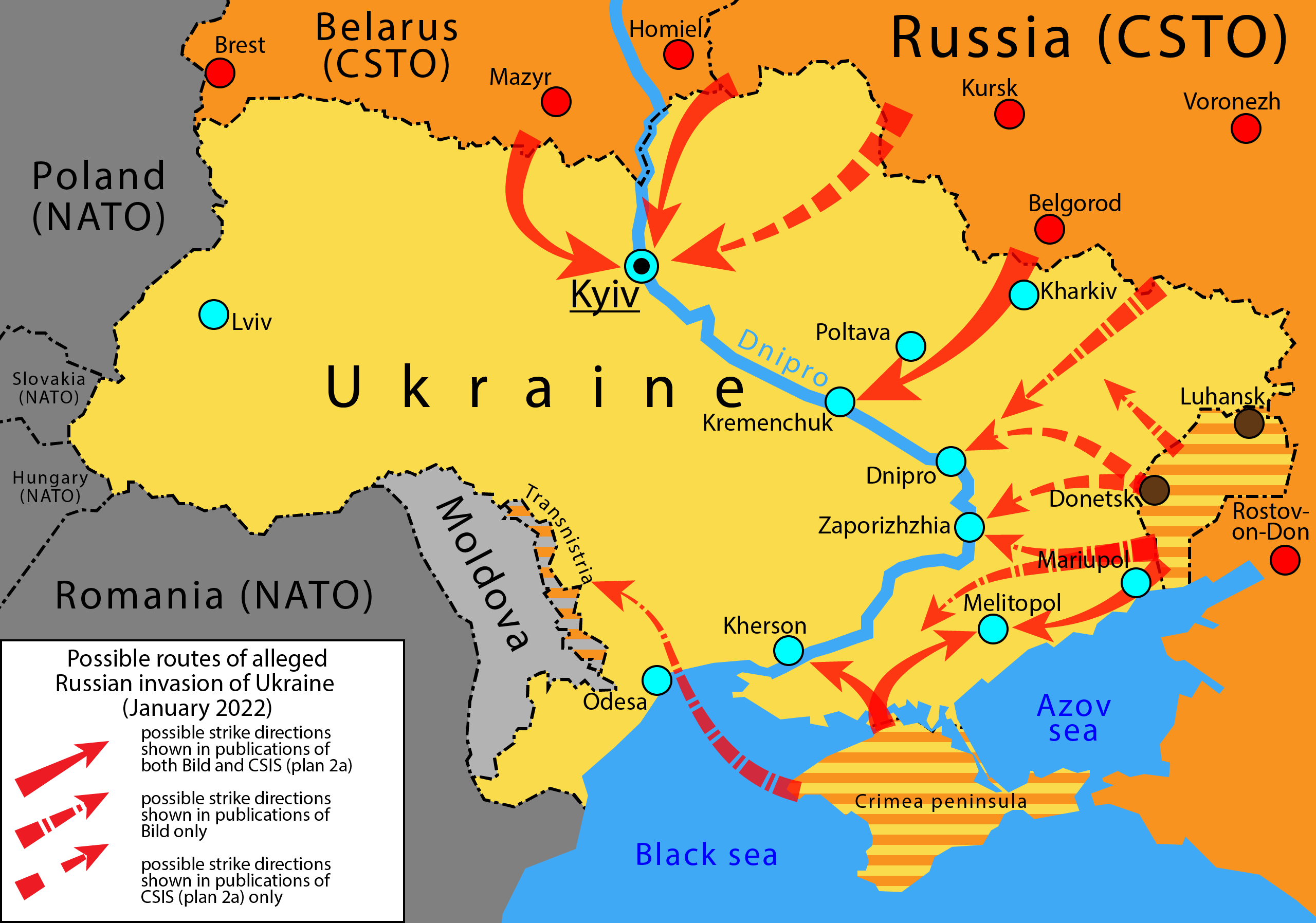
Trasy ruského útoku na Ukrajinu

- 14. června 2021 — NATO ve svém závěru ze summitu v Bruselu zopakovalo rozhodnutí přijaté na summitu v Bukurešti v roce 2008, že Ukrajina se stane členem Aliance s akčním plánem členství (MAP) jako nedílnou součástí procesu.[26]
- 31. srpna 2021 — USA a Ukrajina uzavřely Rámcovou dohodu o strategické obraně (Strategic Defence Framework) s cílem posílení obranné spolupráce, včetně kooperace na reformě ukrajinských ozbrojených sil v souladu s principy a normami NATO, do prosince 2026.[27][28]
- 11. října 2021 Rozkazem  č. 313 schválilo Ministerstvo obrany Ukrajiny seznam odborností a/nebo profesí souvisejících s příslušnými vojenskými účetními odbornostmi, na základě kterých budou ženy registrovány do branné povinnosti.[29]
- 10. listopadu 2021 — USA uzavřely s Ukrajinou Chartu o strategickém partnerství. V dokumentu je deklarována podpora USA pro právo Ukrajiny svobodně rozhodovat o své zahraniční politice, včetně možnosti vstupu do NATO. USA se zavazují k udržování sankcí a zavádění dalších opatření vůči Rusku za účelem návratu území Ruskem ilegálně anketovaného Krymu, teritoriálních vod Krymu a Donbasu pod státní správu Ukrajiny. Dokumentem se prohlubuje spolupráce USA s Ukrajinou v oblasti reformy obrany a obranného průmyslu.[30]
- 17. prosince 2021 — Rusko zveřejnilo požadavky, které vyžadovalo od Západu. Mezi požadavky byl závazek, že Ukrajina nevstoupí do NATO nebo ukončení vojenských aktivit NATO na Ukrajině, ve východní Evropě, v oblasti Kavkazu a ve střední Asii.[31][32]
- 14. leden 2022 — Došlo k rozsáhlému kybernetickému útoku na webové stránky ukrajinských ministerstev a některých dalších institucí, z něhož byli podezřelí ruští hackeři.[33]

- 18. leden 2022 — Byl zaznamenán přesun ruských armádních sil na území Běloruska. Podle tvrzení ruské strany se důvodem jejich přítomnosti stalo připravované rusko-běloruské vojenské cvičení, ale představitelé Ukrajiny a USA vyjádřili obavy z možného útoku na Ukrajinu ze severu, zejména vzhledem k poloze ukrajinského hlavního města Kyjeva blízko bělorusko-ukrajinské hranice.[34][35][36]

- 21. leden 2022 — Rusko vzneslo požadavek, aby se NATO zavázalo ke stažení svých sil z Bulharska a Rumunska, a poskytlo mu právně závazné záruky, že nebude pokračovat v přijímání nových členských států a navrátí se do hranic ve stavu z roku 1997.[37]

- 24. leden 2022
  - NATO oznámilo posílení svých sil ve východní Evropě, zejména námořních a vzdušných, a uvedlo další síly do stavu pohotovosti, v reakci na pokračující soustřeďování ruských sil na hranicích s Ukrajinou.[38]
  - Spojené státy nařídily rodinám diplomatů, aby opustili Ukrajinu, britskou ambasádu v Kyjevě opustila polovina zaměstnanců.[39]
- 25. leden 2022
  - Předseda vlády Slovenské republiky Eduard Heger svolal bezpečnostní radu státu na téma rusko-ukrajinského konfliktu.[40]
  - Ukrajinská tajná služba SBU oznámila, že zneškodnila zločineckou skupinu koordinovanou ruskými zpravodajskými agenturami, která se chystala napadnout městské objekty v příhraničních oblastech a destabilizovat situaci. Organizátory gangu byli dva místní obyvatelé, z nichž jeden měl ruské občanství. Agenti SBU při zásahu zabavili mimo jiné výbušné zařízení, ruční zbraně, munici a záznamy s plány přepadových akcí.[41]
- 26. leden 2022
  - Vláda ČR schválila dar 4 000 dělostřeleckých granátů na pomoc Ukrajině.[42][43]
  - Americký ministr zahraničních věcí Antony Blinken oznámil odevzdání písemné odpovědi USA na požadavky Ruska, v níž nabídl diplomatická jednání o oblastech Ruskem vyjádřených obav, zejména v oblasti kontroly zbrojení, transparentnosti a stability, a také zopakoval trvání již dříve vysloveného nesouhlasu s požadavkem na absolutní vyloučení vstupu Ukrajiny do NATO, s odkazem na právo států rozhodovat o tom jaké bezpečnostní smlouvy uzavřou či do jakých aliancí vstoupí. Vyjádřil v ní také znepokojení Spojených států a jejich spojenců z ruských akcí podrývajících bezpečnost.[44] Další podrobnosti neuvedl, pouze že odpověď, která vznikla ve spolupráci se spojenci, zopakoval již dříve veřejně učiněná stanoviska, a dodal, že očekává další jednání se svým ruským protějškem Sergejem Lavrovem, poté co se ruská strana blíže seznámí s obsahem dokumentu.[45] Plný text odpovědi NATO a USA na bezpečnostní požadavky Ruska ze 17. prosince 2021 zveřejnil španělský deník El Pais[46]

### Ruská invaze na Ukrajinu (únor 2022)
- 16. únor 2022

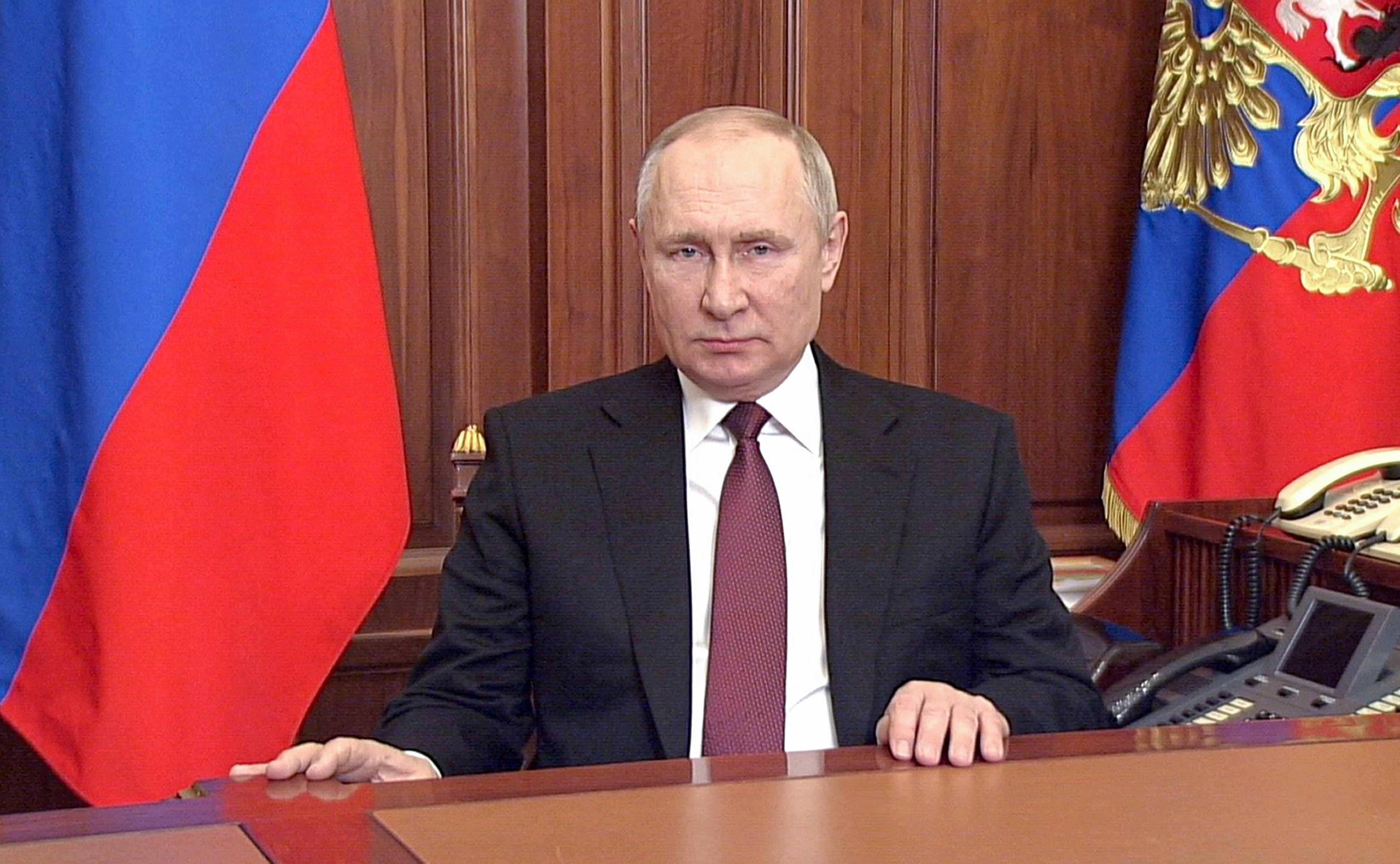
Vladimir Putin v předtočeném projevu ohlašujícím invazi

  - Média s odvoláním na významné zdroje psala o tom, že měla ruská invaze na Ukrajinu začít ve středu 16. února 2022. Oficiální místa informaci nepotvrdila.[47][48]

- 17. únor 2022
  - Rusko zveřejnilo odpověď na odpověď NATO a USA k ruským bezpečnostním požadavkům. Rusko v ní prohlásilo, že americká strana konstruktivně nereagovala na základní prvky návrhu smlouvy se Spojenými státy připravené ruskou stranou o bezpečnostních zárukách. Řeč byla o odmítnutí dalšího rozšiřování NATO, o odvolání „bukurešťské formulace“, že „Ukrajina a Gruzie se stanou členy NATO“, a odmítnutí vytváření vojenských základen na území států, které byly dříve součástí SSSR a nejsou členy Aliance, včetně využití jejich infrastruktury pro vedení jakékoliv vojenské činnosti, jakož i návrat vojenských kapacit včetně úderu a infrastruktury NATO do stavu z roku 1997, kdy byl podepsaný Zakládající akt Rusko-NATO.[49] Tato ustanovení měla pro Ruskou federaci zásadní význam. Rusko tak uvedlo, že při absenci připravenosti americké strany dohodnout se na pevných, právně závazných zárukách k zajištění ruské bezpečnosti ze strany Spojených států a jejich spojenců, bude Rusko nuceno reagovat, a to i prostřednictvím realizace vojensko-technických opatření.[50]
- 19. únor 2022
  - Ukrajinský prezident Volodymyr Zelenskyj vystupuje s projevem na bezpečnostní konferenci v Mnichově. Zelenskyj říká, že se Donbas a Krym jistě vrátí Ukrajině, ale jen mírově na základě mezinárodního práva. Zelenskyj říká, že bezpečnostní architektura v Evropě a ve světě je téměř zničena. Je příliš pozdě přemýšlet o opravách, je čas postavit nový systém. Zelenskyj počtvrté a naposledy iniciuje konzultace v rámci Budapešťského memoranda. Zelenskyj říká, že pokud se konzultace nebudou opakovat nebo její výsledky nezaručí bezpečnost Ukrajiny, bude mít Ukrajina plné právo věřit, že Budapešťské memorandum nefunguje a všechna rozhodnutí o balíčku z roku 1994 jsou zpochybněna. Zelenskyj navrhuje také svolat v nadcházejících týdnech summit stálých členů Rady bezpečnosti OSN za účasti Ukrajiny, Německa a Turecka za účelem řešení bezpečnostních problémů v Evropě. A vypracovat nové, účinné bezpečnostní záruky pro Ukrajinu. Zelenskyj požaduje nadále účinně podporovat Ukrajinu a její obranné schopnosti. Žádá o poskytnutí Ukrajině jasné evropské perspektivy, nástrojů podpory dostupné kandidátským zemím a jasného a komplexního časového rámce pro vstup do Aliance. Žádá o podporu transformace na Ukrajině, založení Fondu stability a obnovy pro Ukrajinu, Lend-Lease programu zbrojních dodávek[51], dodávek nejnovějších zbraní, strojů a vybavení pro ukrajinskou armádu – armádu, která chrání celou Evropu. Vyvinout účinný balíček preventivních sankcí k odvrácení agrese. Zaručit energetickou bezpečnost Ukrajiny, zajistit její integraci do energetického trhu EU.[52][53]

- 21. únor 2022
  - Ruský prezident Vladimir Putin oficiálně uznal nezávislost separatistických republik na východě Ukrajiny a nařídil ruským vojskům vstoupit na jejich území, což označil za mírovou misi.[54][55][56]
  - Ruské jednotky překročily rusko-ukrajinskou hranici a začaly vstupovat na území Donbasu.[57]
  - Ruský prezident Vladimir Putin zpochybnil státnost a suverenitu Ukrajiny. Uvedl že Ukrajina má v budoucnosti vstoupit do NATO a je jen otázkou času kdy získá jaderné zbraně. Za "autora" moderní Ukrajiny označil bolševického vůdce V. I. Lenina jako tvůrce Sovětského svazu. Kritizoval taktéž právo sovětských svazových republik na jejich vystoupení ze svazu.[58][59][60][61][62]

- 22. únor 2022  
  - Ukrajina, Spojené státy, Spojené království, Irsko, Mexiko a další státy požádaly o mimořádné svolání Rady bezpečnosti OSN kvůli ruské akci.[63]
  - USA uvalují nové sankce proti Rusku. USA zmrazují aktiva ruských bank Vněšekonombank a Promsvjazbank v USA a jejich dcer, zakazují nákup dluhopisů Ruska americkými občany a firmami, oznamuje připravované akce proti ruským finančním institucím tak, že si žádná ruská finanční instituce nemůže být jistá proti americkým opatřením.[64]

- 24. únor 2022
  - Ozbrojené síly Ruské federace zaútočily na Ukrajinu z ruských a běloruských hranic. Ukrajinský prezident Volodymyr Zelenskyj vyhlásil válečný stav. Ukrajinský ministr zahraničních věcí Dmytro Kuleba obvinil Vladimira Putina ze zahájení „totální invaze“ na Ukrajinu. Putin takováto tvrzení odmítl, vyzval však vojáky ukrajinské armády, aby se stáhli domů a složili zbraně, a ostatní státy, aby do toho nezasahovaly, v opačném případě za to měly nést důsledky. Prezident Spojených států amerických Joe Biden v ranních hodinách telefonoval s Volodymyrem Zelenským a vyzval okolní státy světa, aby jednoznačně odsoudily ruskou agresi.[65][66]
  - Ministerstvo obrany Ukrajiny potvrdilo ruský útok na Ukrajinu.[65]
  - Ministr obrany Slovenské republiky Jaroslav Naď potvrdil ruský útok na Ukrajinu. Slovenská prezidentka Zuzana Čaputová a politička Veronika Remišová jednoznačně odsoudily takový útok. Slovenský předseda vlády Eduard Heger útok odsoudil taktéž a uvedl: „Svět bude ode dneška jiný“.[65]

## Reakce
Generální tajemník NATO Jens Stoltenberg označil jednání Ruska za „nevyprovokované a nevysvětlené“ a pokud Rusko zaútočí na Ukrajinu, „zaplatí vysokou cenu“.
Ukrajinský prezident Volodymyr Zelenskyj prohlásil na tiskové konferenci pro západní novináře dne 28. ledna 2022, že Ukrajina nezaznamenává „větší eskalaci než dříve. Ano, zvětšil se počet (ruských) vojáků (u hranic Ukrajiny), ale na to jsem upozorňoval už na začátku loňského roku, kdy Rusko podnikalo vojenská cvičení. Teď se nedomnívám, že situace je napjatější, než byla tehdy, kdy (ruská) cvičení vrcholila. Ale tehdy se nevedla taková informační politika.“ Zelenskyj vyzval západní vlády a média, aby přestaly vyvolávat paniku.
Prezident Čínské lidové republiky Si Ťin-pching podpořil ruský požadavek, aby Ukrajina nesměla nikdy vstoupit do NATO.
Papež František prohlásil, že sleduje narůstající napětí hrozící zasadit další úder míru na Ukrajině a zpochybnit bezpečnost na evropském kontinentu s mnohem širšími dopady.
Chorvatský prezident Zoran Milanović uvedl, že „pokud dojde k eskalaci, stáhne se všechno až do posledního chorvatského vojáka,“ dále uvedl, že pro Ukrajinu není v NATO místo. Chorvatský premiér Andrej Plenković se jménem vlády za prezidentova slova omluvil.
Jednostranné uznání nezávislosti separatistických území Ruskem 21. února 2022 odsoudili představitelé Spojených států, Spojeného království a zemí Evropské unie jako hrubé porušení mezinárodního práva a svrchovanosti a územní celistvosti Ukrajiny. Kritika byla následována zpřísněním mezinárodních sankcí proti ruskému státu, podnikatelským subjektům i jednotlivcům spjatým s touto akcí Putinova režimu.